# Kuźnica Kiedrzyńska
Kuźnica Kiedrzyńska est une localité polonaise de la gmina de Mykanów, située dans le powiat de Częstochowa en voïvodie de Silésie.